# Coasta Lunii
Coasta Lunii este o arie protejată (sit de importanță comunitară — SCI) din România, desemnată în scopul protejării biodiversității și menținerii într-o stare de conservare favorabilă a florei spontane și faunei sălbatice, precum și a habitatelor naturale de interes comunitar aflate în arealul zonei de protecție. Aceasta este situată în centrul Transilvaniei, pe teritoriile județelor Cluj și Mureș.

## Localizare
Aria naturală se află în extremitatea sud-estică a județului Cluj (pe teritoriile administrative ale comunelor Luna și Viișoara) și cea vestică a județului Mureș, pe teritoriul comunei Chețani, în imediata apropiere de drumul național DN15, care leagă municipiul Târgu Mureș de Turda.

## Înființare
Zona a fost declarată sit de importanță comunitară prin Ordinul Ministerului Mediului și Dezvoltării Durabile Nr.1964 din 13 decembrie 2007 (privind instituirea regimului de arie naturală protejată a siturilor de importanță comunitară, ca parte integrantă a rețelei ecologice europene Natura 2000 în România) și se întinde pe o suprafață de 682,9 hectare.
Situl include rezervația naturală Dealul cu Fluturi și reprezintă o zonă naturală (păduri de foioase, păduri de conifere, pajiști naturale, pășuni, vii și livezi) încadrată în bioregiunea continentală a Depresiunii colinare a Transilvaniei; ce protejează un habitat natural de interes comunitar de tip: Pajiști stepice subpanonice.

## Biodiversitate
Arealul „Coasta Lunii” este un sit Natura 2000 înființat în scopul protejării biodiversității și menținerii într-o stare de conservare favorabilă a florei și faunei sălbatice; la baza desemnării acestuia aflându-se șase specii faunistice (doi amfibieni și patru lepidoptere) protejate prin prin Directiva Consiliului European 92/43/CE din 21 mai 1992 (privind conservarea habitatelor naturale și a speciilor de faună și floră sălbatică) și aflate pe lista roșie a IUCN.
Printre speciile din fauna protejată a sitului se află: buhaiul de baltă cu burta roșie (Bombina bombina) și ivorașul-cu-burta-galbenă (Bombina variegata); precum și patru fluturi din speciile: Pseudophilotes bavius, Catopta thrips, Cucullia mixta și Gortyna borelii lunata.
La nivelul ierburilor vegetează târtanul (Crambe tataria), o specie floristică protejată, enumerate în aceeași anexă a Directivei 92/43/CE.

## Căi de acces
- Drumul național DN15, pe ruta: Turda - Câmpia Turzii - drumul județean DJ150 spre Viișoara.

## Monumente și atracții turistice
În vecinătatea sitului se află câteva obiective de interes istoric, cultural și turistic (lăcașuri de cult, situri arheologice); astfel:
- Biserica reformată din Luncani, construcție secolul al XIII-lea, monument istoric (cod LMI CJ-II-m-B-07696).
- Biserica reformată din Viișoara, construcție secolul al XVIII-lea, monument istoric (cod LMI CJ-II-m-B-07809).
- Biserica de lemn "Sf. Arhangheli" și "Sf. Ioan Botezătorul" din Grindeni, construcție secolul al XVIII-lea, monument istoric (cod LMI MS-II-m-B-15690).
- Biserica de lemn "Sf. Arhangheli Mihail și Gavriil" din Chețani, construcție secolul al XVIII-lea, monument istoric (cod LMI MS-II-m-B-15626).
- Biserica "Sf. Arhangheli Mihail și Gavriil" din Luncani, construcție secolul al XVIII-lea, monument istoric (cod LMI CJ-II-m-B-07695).
- Castelul Kemény-Bánffy din Luncani, construcție secolul al XVIII-lea, monument istoric (cod LMI CJ-II-m-B-07697).
- Situl arheologic de la Viișoara, punct "Dealul Bărbos" (Epoca romană; Epoca bronzului).
- Situl arheologic de la Chețani (așezări atribuite perioadelor: Epoca migrațiilor; Epoca romană; Epoca bronzului, Cultura Wietenberg; Eneolitic).